# Цимбидиум мечелистный
Цимби́диум мечели́стный (лат. Cymbídium ensifólium) — вид многолетних травянистых растений семейства Орхидные.
Один из самых распространённых видов цимбидиумов в комнатной и садовой культуре.
В Китае как садовое и комнатное растение введён в культуру ранее 500 года до н. э. Упоминался в трудах Конфуция. В Японии со Средних веков. Вид ценится за изящные формы, небольшие размеры и приятный и сильный аромат цветков. Более других ценятся разновидности с цветками, в которых отсутствует красный пигмент, и формы с пёстрыми листьями.

## Синонимы
По данным Королевских ботанических садов в Кью:
- Epidendrum ensifolium L., 1753
- Limodorum ensatum Thunb., 1784, nom. superfl.
- Jensoa ensata (Thunb.) Raf., 1838, nom. superfl.
- Cymbidium acuminatum M.A.Clem. & D.L.Jones, 1996
- Cymbidium xiphiifolium Lindl., 1821
- Cymbidium estriatum Lindl. ex Steud., 1840
- Cymbidium micans Schauer, 1843
- Cymbidium albomarginatum Makino in Y.Iinuma, 1912
- Cymbidium ensifolium f. flaccidior Makino in Y.Iinuma, 1912
- Cymbidium gyokuchin Makino in Y.Iinuma, 1912
- Cymbidium gyokuchin var. soshin Makino in Y.Iinuma, 1912
- Cymbidium koran Makino in Y.Iinuma, 1912
- Cymbidium niveomarginatum Makino in Y.Iinuma, 1912
- Cymbidium shimaran Makino in Y.Iinuma, 1912
- Cymbidium yakibaran Makino in Y.Iinuma, 1912
- Cymbidium arrogans Hayata, 1914
- Cymbidium misericors Hayata, 1914
- Cymbidium rubrigemmum Hayata, 1916
- Cymbidium gonzalesii Quisumb., 1940
- Cymbidium haematodes Lindl., 1833
- Cymbidium ensifolium var. haematodes (Lindl.) Trimen, 1885
- Cymbidium sinense var. haematodes (Lindl.) Z.J.Liu & S.C.Chen, 2006
- Cymbidium ensifolium var. misericors (Hayata) T.P.Lin, 1977
- Cymbidium sundaicum Schltr., 1919
- Cymbidium siamense Rolfe ex Downie, 1925
- Cymbidium gyokuchin var. arrogans (Hayata) S.S.Ying, 1977
- Cymbidium kanran var. misericors (Hayata) S.S.Ying, 1977
- Cymbidium ensifolium var. rubrigemmum (Hayata) T.S.Liu & H.J.Su, 1978
- Cymbidium ensifolium var. yakibaran (Makino) Y.S.Wu & S.C.Chen, 1980
- Cymbidium ensifolium var. xiphiifolium (Lindl.) S.S.Ying, 1990

## Природныеразновидности

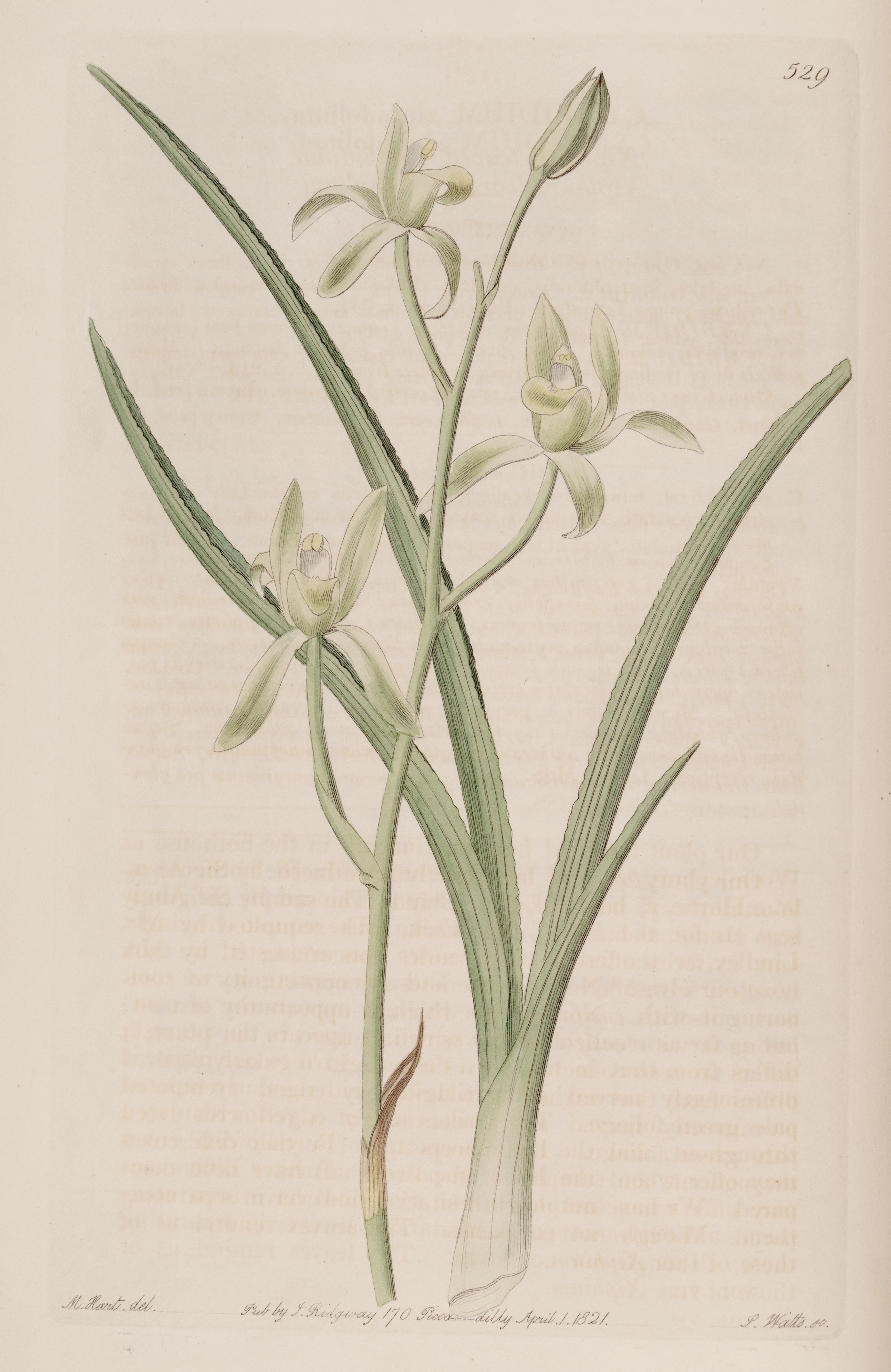
Cymbidium ensifolium subsp. ensifolium
Ботаническая иллюстрация из книги «The botanical register» vol.7, 1821 г.

По данным Королевских ботанических садов в Кью:
- Cymbidium ensifolium subsp. acuminatum (M.A.Clem. & D.L.Jones) P.J.Cribb & Du Puy, 2007
- Cymbidium ensifolium subsp. ensifolium Китай, Тайвань, острова Рюкю, Филиппины.
- Cymbidium ensifolium subsp. haematodes (Lindl.) Du Puy & P.J.Cribb ex Govaerts, 1999. Шри-Ланка, юг Индии, Таиланд, Западная Малайзия, Суматра, Ява, Калимантан и Новая Гвинея.

## Естественныегибриды
- Cymbidium ×oblancifolium Z. J. Liu & S. C. Chen, 2000 (= Cymbidium ensifolium × Cymbidium lancifolium)

## Этимология и история описания
Этот вид был впервые описан в 1753 году Карлом Линнеем, на основе образцов привезённых из Гуанчжоу (Китай).
Китайское название — 建兰.

## Биологическое описание
Побег симподиального типа.
Псевдобульбы слабо развиты, яйцевидные 1,5—2,5 × 1—1,5 см, полностью скрытые влагалищами 3—4 (до 6) листьев.
Корни мясистые, длинные.
Листья узкие, линейные, сидячие, матовые, 29—94 см длиной, до 1,5 см шириной.
Соцветие базальное, вертикальное, 15—67 см длиной, 3—9 (редко 13) цветковая кисть.
Цветки не увядают 2—3 недели, сильно и приятно ароматные, 3—5 см в диаметре. Лепестки и чашелистики соломенно-жёлтые с зелёным с 5—7 в разной степени выраженными продольными жилками красного или красно-коричневого цвета. На лепестках часто имеются красно-коричневые пятнышки и центральная жилка выражена более явно. Губа бледно-жёлтая, зелёная, иногда белая с красно-коричневыми жилками и пятнами.
От Cymbidium sinense отличается матовыми и более узкими листьями (не более 1—1,5 см шириной), средний листочек наружного круга околоцветника обычно более 3 см длиной, боковые листочки внутреннего круга околоцветника не отогнутые, вперёд направленные, закрывают с боков колонку. Средняя доля губы 12—16 мм длиной.
От Cymbidium kanran отличается более широкими лепестками.

## Ареал, экологические особенности
Япония, Китай, Вьетнам, Камбоджа, Лаос, Суматра, Ява, Индия, Индонезия, Малайзия, Папуа Новая Гвинея, Шри-Ланка, Таиланд.
Наземное растение или литофит. Редколесья, травянистые склоны, на высотах 600—1800 метров над уровнем моря. По другим данным встречается на высотах 300—3000 метров над уровнем моря.
По данным китайских авторов цветёт с июня по октябрь, по другой информации: зимой — в начале весны, в конце лета — начале осени или в мае — июне.
Относится к числу охраняемых видов (II приложение CITES).

## В культуре

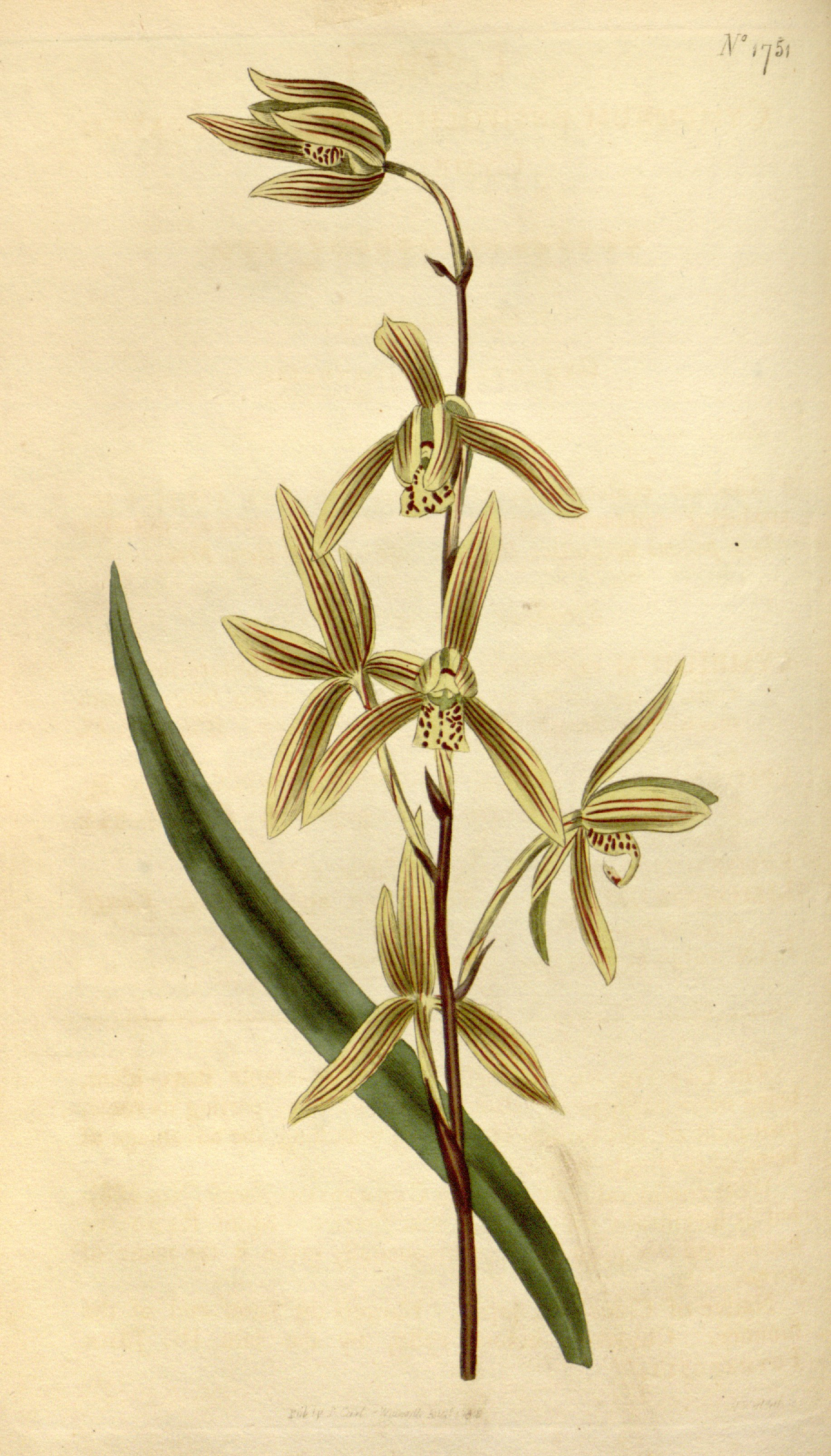
Cymbidium ensifolium
Ботаническая иллюстрация из книги «Curtis’s botanical magazine» vol.42 pl. 1751, 1815 г.

В отношении температурного режима вид пластичен. Оптимальная средняя летняя дневная температура 30 °C, ночная 25 °C, зимняя температура днём 25 °C, ночью 20 °C. При более прохладном содержании (20/15 °C) замедляется темп роста побегов и количество соцветий.
Максимальные\минимальные температуры (°С): 

Январь 21.1\10 

Февраль 22.2\12.2 

Март 27.7\15.5 

Апрель 31.1\18.9 

Май 32.2\21.6 

Июнь 30.5\22.2 

Июль 30.5\22.7 

Август 30\21.6

Сентябрь 30\20

Октябрь 26.6\17.7

Ноябрь 25.5\15

Декабрь 22.2\11.1
Относительная влажность воздуха в местах произрастания вида: 62 — 78 %.
Растения требуют притенения от прямых солнечных лучей в середине дня.
Из-за длинных и мощных корней, растения содержат в высоких специально сделанных для цимбидиумов горшках напоминающих по форме вазу. При культивировании растений в обычных горшках наблюдается менее интенсивное цветение.
Субстрат: смесь мелкого щебня или кусочков лавы, коры сосны, корни осмунды, древесного угля и сфагнума отличающийся хорошей воздухопроницаемостью. Во время посадки особое внимание уделяется отсутствию пустот в горшке.
Соотношение отдельных компонентов субстрата зависит от микро- и макроклиматических условий. Некоторые цветоводы Азии, живущие в странах с тёплым климатом используют в качестве субстрата только каменистые смеси. Для стран с холодной зимой рекомендуется субстрат включающий органические компоненты. Плотность почвенной смеси должна быть такова, чтобы вода при поливе полностью просачивалась сквозь весь субстрат в течение 10 секунд.
Полив равномерный в течение всего года. Зимой полив сокращают.
Пересадка производится весной, один раз в 2—3 года.
Цимбидиум мечелистный является одним из родителей популярного и простого в культуре грекса Cymbidium Golden Elf.